# Shingo Tachi
Shingo Tachi (舘 信吾 Tachi Shingo?, Tokio; 1 de septiembre de 1977-Okayama; 11 de marzo de 1999) fue un piloto de automovilismo japonés. Fue campeón de la clase GT300 de All Japan Grand Touring Car Championship (JGTC) en 1998. Falleció en una prueba de la clase GT500 de dicha categoría en 1999, y era considerado uno de los pilotos japoneses más talentosos de su generación.

## Biografía
Shingo Tachi nació en Tokio el 1 de septiembre de 1977, y era casi predecible que más tarde estaría destinado a una carrera deportiva; su padre, Nobuhide Tachi, también piloto de carreras para la marca Toyota cuando estableció su propio legado de carreras. Las mayores victorias de Nobuhide fueron el Gran Premio de Autos Deportivos de Japón en 1972, las 1000 Millas de Fuji de 1975, y en 1974 y 1975 ganó el legendario Gran Premio de Macao, por lo que recibió el apodo «Tigre de Macao».
Nobuhide se retiró de las carreras en 1982, pero estableció su mayor legado cuando él y su socio comercial Kiyoshi Oiwa fundaron un nuevo equipo de carreras en 1974: Tachi Oiwa MotorSports, más conocido como TOM'S.

## Carrera deportiva

### Inicios
Shingo no tardó mucho en seguir los pasos de su padre en las carreras. Comenzó su carrera en el karting a la edad de 12 años, en 1990. Durante los siguientes cuatro años, se convirtió en un competidor habitual en la región de East Canton, compitiendo en pistas como New Tokyo Raceway en Chiba.
Se graduó de la escuela secundaria en 1993 y decidió continuar sus estudios en el extranjero en el Reino Unido. Dejando atrás a su familia y amigos por el momento, comenzó su carrera deportiva a los 16 años.

### Fórmula 3 Británica
Pasó los primeros dos años de su carrera en monoplazas con Rowan Racing en el Campeonato Júnior de Fórmula Vauxhall. El año 1994 fue esencialmente un año de aprendizaje. Sin embargo, para la temporada 1995, dio un gran paso adelante, finalizando cuarto en la general del campeonato sub-18 y llevándose su primera victoria en la categoría. Después de dos años en la Fórmula Vauxhall, ascendió a la Fórmula 3 Británica. Empezó en un Dallara F394-Toyota preparado por Team Magic Racing, en asociación con TOM'S GB, la división británica del equipo de su padre. Tachi compitió en la Clase B, precursora de la Clase Nacional de años posteriores, entre monoplazas más antiguos y equipos de menor presupuesto. Hizo una gran temporada en la clase B, donde obtuvo cinco poles y dos victorias, una en Donington Park y otra en el circuito de Pembrey. Batalló con el neozelandés Simon Wills por el título hasta el final de temporada, y se quedó corto por solo nueve puntos en la ronda final en Silverstone.
Aunque todavía le costaba poder comunicarse, Tachi era una figura popular en los parques cerrados de todo el Reino Unido. Aunque le encantaba competir allí, sus estudios habían terminado y debió regresar a Japón para desarrollarse más como piloto.

### Fórmula 3 Japonesa y JGTC
Shingo Tachi regresó a Japón y compitió en el Campeonato de Fórmula 3 Japonesa, así como en N1 Endurance Series para el equipo TOM'S.
En su primera temporada en la F3 Japonesa en 1997, terminó sexto en el campeonato y obtuvo dos podios, mientras que su compañero de equipo Tom Coronel, que estaba en su segundo año en la serie, obtuvo seis victorias en siete carreras para ganar el campeonato.
En cuanto a la serie N1; manejó un Toyota Celica GT-Four, pintado como el legendario auto de rally de fábrica. Su copiloto fue Shingo Murao, quien luego también obtuvo éxito y fama en las carreras drifting, durante sus diez carreras juntos lograron seis podios y terminaron cuartos en el campeonato. Lo más destacado de su temporada fueron las 24 Horas de Tokachi, cuando ganaron la clase N1-2 con Shinichi Takagi y Takayuki Fujisita y terminaron 11.º en la general.

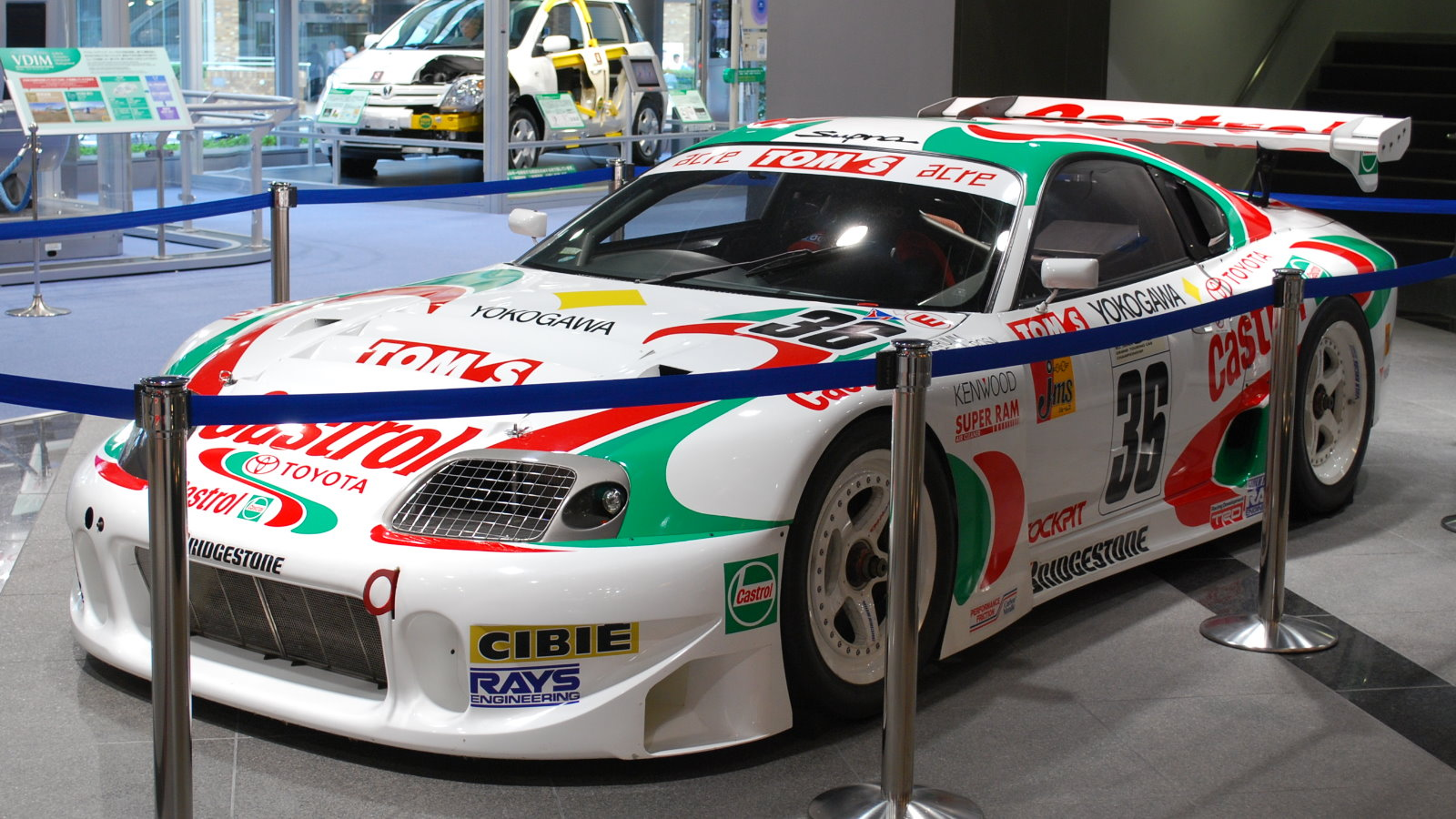
Toyota Supra preparado por TOM'S.

Al final de la temporada, fue invitado por Toyota Team TOM'S para correr en la clase GT500 de All Japan Grand Touring Car Championship (JGTC). El JGTC celebró su segunda carrera All-Star el 16 de noviembre en Twin Ring Motegi. TOM'S ganó el campeonato GT500 en una emocionante pelea por el campeonato, sus pilotos Pedro de la Rosa y Michael Krumm dejaron Toyota, el español se convirtió en piloto de pruebas del equipo de Fórmula 1 Jordan en 1998, y Krumm firmó contrato con Nissan GT500. Por lo tanto, no estuvieron disponibles para el torneo Motegi All-Star. Para esta ronda, Tachi formó parte de la alineación, que se unió al campeón de turismos y monoplazas Toshio Suzuki en el Toyota Supra número 37, que terminó tercero en el campeonato con Suzuki y Maszanori Szekija. Shingo nunca antes había manejado una unidad tan potente como el Supra GT, pero basándose en la experiencia de Suzuki, confiaba en obtener un buen resultado. Además, nunca había conducido en una pista ovalada; la carrera se llevó a cabo en el nuevo óvalo Super Speedway de Motegi.
En la primera de las dos carreras, los pilotos terminaron en tercer lugar y en la segunda carrera terminaron en segunda posición. Estos resultados llamaron la atención de todo el paddock del JGTC a medida que se acercaba la temporada 1998.
Permaneció con TOM'S durante la temporada 1998 de la Fórmula 3 Japonesa, junto con el campeón británico de 1997, Peter Dumbreck. Tachi dio un gran paso adelante, anotó cinco podios en diez carreras y luchó con Hiroki Katoh por el subcampeonato durante toda la temporada, y finalmente terminó tercero. Dumbreck ganó un récord de ocho de diez carreras, con TOM'S obteniendo tres victorias dobles durante la temporada bajo su liderazgo británico. A finales de año, ambos pilotos de TOM'S fueron invitados para correr en el Gran Premio de Macao. Fue su primera participación en la competición, que lo ayudó a consolidar el legado de carreras de su padre. Terminó la carrera en el puesto 13, mientras que Dumbreck ganó la carrera.
1998 fue la quinta temporada completa de la serie JGTC. En la clase GT500, Honda comenzó a convertirse en una seria amenaza para Toyota y Nissan. En la clase GT300, los servicios privados construyeron y prepararon sus propios autos de acuerdo con las reglas originales de JAF-GT300. Uno de esos servicios fue Tsuchiya Engineering. Este equipo tenía más de veinte años de experiencia en carreras cuando ingresó al JGTC a fines de 1996. En 1998, el propietario del equipo, Keiichi Tsuchiya, acordó con Tachi conducir el Toyota MR2 después de impresionarlo con sus actuaciones en la Fórmula 3, N1 y su participación en la clase GT500. El MR2, que había terminado tercero en el campeonato GT300 el año anterior, fue uno de los autos mejor diseñados de los primeros años de la categoría. Hicieron una verdadera máquina de carreras a partir de un automóvil deportivo ligero con motor central ya probado. Las continuas mejoras en el chasis, aerodinámica y suspensión hicieron que el automóvil respondiera y fuera ágil, y el motor 3S-GTE turboalimentado de dos litros y 330 caballos de fuerza era una fuente de energía confiable que proporcionaba potencia más que suficiente desde detrás del asiento del piloto. Su compañero de equipo, Keiichi Suzuki, quien era considerado un piloto veterano con 30 años de experiencia en carreras. Ganó el campeonato GT300 en 1996 y terminó subcampeón en 1997 con Team Taisan Jr., que unió fuerzas con Tsuchiya Engineering en 1998. Nobuhide Suzuki fue uno de los primeros pilotos de TOM'S cuando se fundó, y dos décadas más tarde estaba más que feliz de agradecer a su antiguo jefe y ayudar a su hijo a convertirse en campeón. Shingo Tachi fue el piloto número 1 del equipo, y en 1998 jugó un papel decisivo en el campeonato.

#### Suzuka
Keiichi Suzuki sufrió un accidente en la tercera y última sesión de entrenamientos del viernes, no se esperaba que el piloto de Tsuchiya MR2 tomara la salida en la carrera inaugural, en Suzuka, por lo tanto, su salida también estaba en peligro, pero el veterano piloto aceptó la salida a pesar de su lesión. Tachi se clasificó séptimo en la grilla menos de 24 horas después del accidente y prácticamente no tuvo tiempo de conducir el automóvil en condiciones secas después de que la lluvia arrasó gran parte de la práctica. El domingo, el Toyota MR2, número 44 de APEX Racing de Morio Nitta, que partió desde la pole position y el novato Mizuno Sota fueron los mejores contendientes en la carrera. Tachi tuvo un comienzo lento desde el séptimo lugar en la grilla GT300, pero subió al tercero en 15 vueltas. Quizás fue por la inexperiencia del novato que se salió de la pista en la etapa inicial, pero volvió rápidamente y en otras diez vueltas estaba en segundo lugar detrás de Nitta.
La carrera dio un giro dramático en el pitlane. Debido a un problema de reabastecimiento de combustible cuando Sota se hizo cargo del MR2 de Momocorse, se vieron obligados a regresar a boxes para una segunda parada no programada. Mientras tanto, después de 31 vueltas, Tachi entró en boxes y entregó la etapa final al veterano Suzuki. Haruo optó por no cambiar los neumáticos, dejando a Suzuki compitiendo con una pierna gravemente magullada después del accidente de la práctica del viernes, una ventaja más que suficiente para tomar las últimas diecisiete vueltas y llevar el MR2 a la bandera a cuadros primero. Fue la primera victoria de JGTC en la carrera de Tachi y su primera participación en la clase GT300.

#### Fuji
El joven piloto estaba contento con el MR2 en condiciones húmedas en Fuji Speedway. Sin embargo, Tsuchiya Engineering esperaba una dura competencia a pesar de todo. Los Porsche 911 tenían una clara ventaja bajo la lluvia, y si se hubiera secado, el equipo Momocorse también habrían salido con serias posibilidades de victoria.
Pero todo eso se volvió irrelevante cuando Tetsuya Ota y Tomohiko Sunako tuvieron un accidente durante las vueltas previas bajo la lluvia torrencial y la niebla. Con Ota luchando por su vida después del ahora infame accidente, la carrera fue cancelada, y la serie se reanudó en junio en Sendai Hi-Land Raceway.

#### Hi-Land
En Sendai Hi-Land Raceway, Tachi se clasificó en la primera fila, pero una vez más tuvo un comienzo lento y cayó al tercer lugar. No tuvo que esperar mucho para volver a ponerse al día, ya que era uno o dos segundos más rápido que los autos que tenía delante. Superó al NISMO Silvia de Masahiko Kondō partiendo desde la pole y ocupó el segundo lugar, luego persiguió al Mazda RX-7 de Shinichi Yamaji, quien heroicamente le salvó a Ota en Fuji.
Superó a Yamaji nueve vueltas más tarde, luego lo superó en la curva interior para tomar la delantera y al final de su etapa de 44 vueltas, tenía una ventaja de 40 segundos. Y después de hacerse cargo del auto, Suzuki lo condujo a la victoria, por lo que abrieron la temporada 1998 con 2 victorias y estaban en la cima del campeonato.

#### Special GT-Cup
Nuevamente en Fuji, las condiciones eran mucho mejores que la carrera disputada en mayo. Obtuvo la primera pole position de GT300 de su carrera por solo 21 milisegundos.
El campo se mantuvo cerca al principio, pero eventualmente Tachi comenzó a alejarse. Y con todos los retadores obligados a dejar de lado por problemas técnicos y problemas de paradas en boxes, incluso una parada de emergencia con 15 vueltas para el final para quitar un parachoques trasero dañado no pudo evitar que el MR2 de Tsuchiya hiciera historia. Keiichi Suzuki llevó el auto a la bandera a cuadros nuevamente esta vez, convirtiéndolo a él y a Tachi en el primer par de pilotos en la historia del JGTC en ganar tres carreras consecutivas, incluidas ambas clases. Con tres carreras para el final, el dúo lideró la clasificación con una ventaja de 35 puntos.

#### Motegi
Dos semanas después de cumplir 21 años, Tachi se encontró de nuevo en el circuito donde debutó en el JGTC, Twin Ring Motegi, esta vez en el circuito clásico en lugar del óvalo. El Toyota MR2 adquirió una decoración plateada con la esperanza de ganar el campeonato GT300. Pero esta vez, ambos pilotos no pudieron ganar. El Subaru Impreza de Cusco Racing ganó por un amplio margen desde la primera posición, y después de un comienzo lento y una parada en boxes más lenta que acabó con cualquier esperanza de una cuarta victoria consecutiva en la carrera, Tachi y Suzuki terminaron sextos. Esto les valió seis puntos importantes para el campeonato, por lo que un cuarto puesto o mejor en la siguiente ronda, en el circuito de Mine, les dará la oportunidad de ganar el campeonato.

#### Mine
En su cuarto clasificación consecutiva en primera fila, Tachi partió desde el segundo lugar, detrás del novato italiano Max Angelelli. Racing Project Bandoh ha pospuesto la introducción del Toyota Celica de tracción delantera hasta la cuarta ronda. Esta vez, el MR2 se presentó con 70 kilos más de peso. Tachi tuvo una mejoría en sus salidas, y esta vez tuvo un gran comienzo y mantuvo a Angelelli bajo presión durante las primeras vueltas.
Cuando el Toyota Celica del equipo WedsSport se quedó sin neumáticos temprano, Tachi saltó. Cuando los GT500 superaron a los líderes de los GT300, él superó a Angelelli y frenó para tomar la delantera. El campeón defensor de GT300, Angelelli, que reemplazó a Manabu Orido, no pudo acercarse al escurridizo Toyota MR2 a pesar de sus mejores esfuerzos. Con su cuarta victoria récord de la temporada con Tsuchiya Engineering, Team Taisan Jr. ganó el campeonato GT300 antes de la última carrera de la temporada. Suzuki ganó su segundo campeonato en tres temporadas, y Tachi se convirtió en el campeón más joven en la historia de la serie en su primera temporada.

#### SUGO GT
Los recientes campeones de la clase GT300 compitieron una vez más con el peso extra máximo de 80 kilogramos en la última carrera de la temporada en Sportsland SUGO. Sin embargo, estableciendo un nuevo récord en la categoría, Tachi terminó 66 milisegundos por delante de su compañero de equipo de Fórmula 3 y rival de GT300, Dumbreck, para reclamar su segunda pole de 1998.
Poco después del inicio de la carrera de 78 vueltas, Tachi tuvo que lidiar con la baja visibilidad cuando una fuga de aceite de un Lamborghini Diablo ensució el parabrisas del Toyota MR2. Inicialmente quería salir a boxes, pero Tsuchiya lo animó a quedarse afuera y tratar de evitar a Dumbreck que venía detrás de él. Sus fortunas en la Fórmula 3 cambiaron, con Tachi alejándose de Dumbreck y, después de que fallara la caja de cambios MR2 de Momocorse, el japonés logró una ventaja tan grande que cuando tomó la delantera en la vuelta 54, Tsuchiya Engineering tuvo fácilmente la oportunidad de repostar el coche, cambiar los cuatro neumáticos y cambiar de piloto, por lo que volvieron al liderato y finalmente ganaron la última carrera de la temporada con una victoria de principio a fin.
Shingo Tachi ya era una de las promesas del automovilismo japonés. A medida que se acercaba 1999, parecía que daría el salto a la clase GT500 y a la Fórmula Nippon. En diciembre de 1998 probó por primera vez un coche de Fórmula Nippon en el circuito de Suzuka. En febrero de 1999, Team TMS lo anunció oficialmente como uno de sus pilotos titulares para la temporada 1999. En sus dos primeras temporadas, aún no podían llegar al centro del campo, pero el equipo quedó impresionado por el potencial de Tachi.
Al mismo tiempo que consiguió su ascenso a la Fórmula Nippon, también consiguió su primer trabajo como piloto a tiempo completo en un coche GT500 para la temporada 1999. Toyota buscaba sacudir su flota de GT500 después de una temporada decepcionante en la que no pudieron ganar una carrera. En la temporada 1998-99, Team LeMans, que había ganado dos de los últimos tres campeonatos de Fórmula Nippon, se hizo cargo de la entrada de INGING Motorsports.
Toyota Team LeMans fichó a Tachi, convirtiéndolo en compañero de equipo del expiloto de F1 Hideki Noda en el Toyota Supra número 6.
Dos semanas antes del comienzo de la temporada, participó en dos pruebas de pretemporada durante seis días en el circuito de Suzuka. La primera prueba pública del JGTC tuvo lugar los días 4 y 5 de marzo. Algunas cosas impidieron que Team LeMans pudiera dar la vuelta a la pista hasta la prueba final del viernes por la tarde, donde el Supra marcó el quinto tiempo más rápido, el más rápido de cualquier equipo de Toyota.
La Fórmula Nippon realizó su primera prueba oficial de pretemporada el 8 y 9 de marzo. Tachi fue el tercer piloto más en la práctica de la mañana del primer día y ese tiempo fue lo suficientemente bueno para ser el octavo más rápido en general después de que las condiciones de lluvia obstaculizaran las pruebas del segundo día.

## Fallecimiento
El 11 de marzo de 1999, Toyota organizó una prueba privada para algunos de sus equipos GT500, incluido Team LeMans, en el circuito Internacional de Okayama. Tachi estaba entusiasmado y deseaba poder disfrutar del tiempo extra en la pista, así como de trabajar con su compañero de equipo, los nuevos ingenieros del equipo, y recuperar el tiempo perdido en el test de Suzuka.
La prueba casi había terminado y Tachi aceleró en la última curva para comenzar otra vuelta. Cuando cruzó la línea, se estaba preparando para la primera curva, un giro a la derecha en cuarta marcha. Pero cuando el automóvil se acercó a los marcadores de parada, no disminuyó la velocidad.
El accidente se produjo por una avería técnica, cuya causa exacta aún no se ha determinado. El Toyota Supra pasó directamente por el pico de la curva, sobre el lecho de grava, y se estrelló de frente contra el pavimento de hormigón a una velocidad de entre 240 y 250 kilómetros.
Los comisarios y los rescatistas acudieron de inmediato al lugar, donde encontraron a Tachi inconsciente y lo sacaron del automóvil con mucho cuidado. El personal médico le puso un cuello ortopédico y le dio oxígeno. Sufrió graves lesiones en el pecho en el accidente y fue trasladado de urgencia desde el centro médico de la pista directamente a un hospital local.
Se hizo todo lo posible para salvar la vida del joven, pero ya era demasiado tarde, fue declarado muerto a la edad de 21 años a las 17:50..

### Legado
Keiichi Suzuki, quien quedó devastado por la muerte de su excompañero de equipo, se retiró de las carreras después de su muerte. Toyota Team LeMans decidió retirar su coche de la carrera inaugural de la temporada por respeto a su piloto fallecido. Sin embargo, después de eso, el equipo regresó a la pista. El campeón mundial de 500cc de motociclismo y piloto JGTC, Wayne Gardner, ocupó su lugar junto a Noda. En la tercera ronda, en Sportsland SUGO, lograron la pole position y en la quinta ronda, en Fuji Speedway, Toyota Team LeMans ganó su primera carrera, la cual de dedicada a Shingo Tachi.

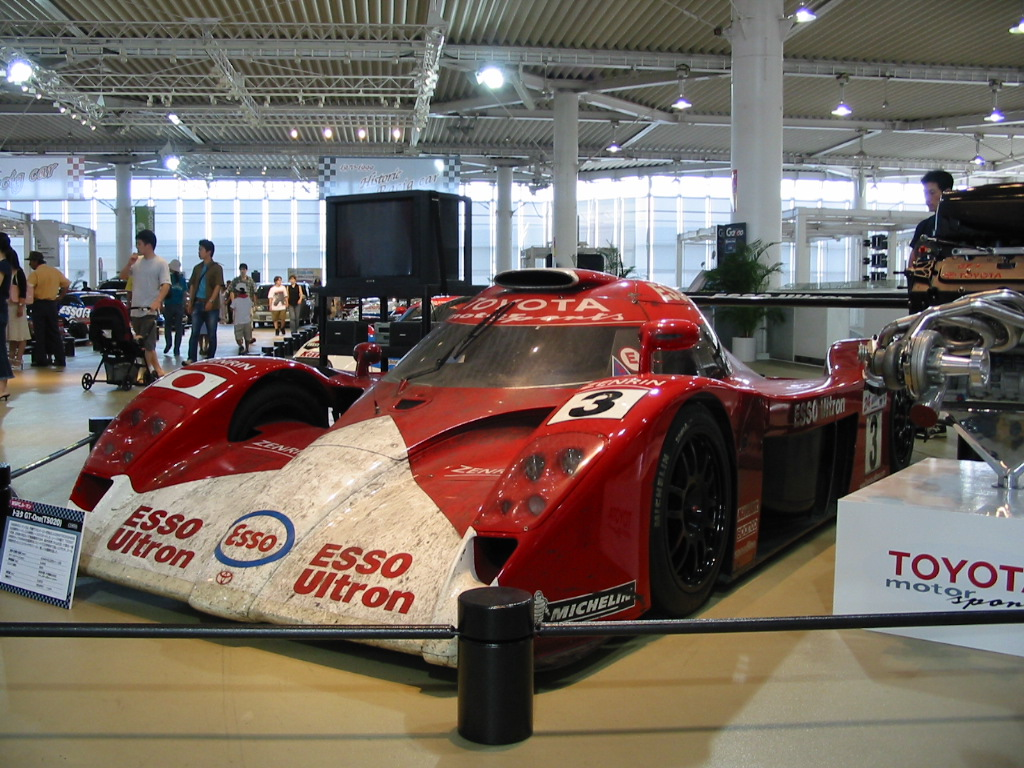
Toyota GT-One ganador de la clase LMGTP de las 24 Horas de Le Mans 1999.

En las 24 Horas de Le Mans 1999, el piloto de Toyota Ukyō Katayama compitió con los guantes de carreras de Tachi, y los copilotos Toshio Suzuki y Keiichi Tsuchiya querían ganar la carrera en honor a su compatriota fallecido. Una hora antes, con Katayama conduciendo el automóvil, la llanta trasera izquierda reventó a casi 340 kilómetros por hora en el tramo entre Mulsanne e Indianápolis. Le costó la victoria general en Le Mans, algo que había eludido a Toyota hasta 2018. Katayama también pudo haber tenido un trágico accidente ese día, solo su increíble tiempo de reacción y reflejos impidieron que el incidente terminara mucho peor.
Su padre lloraba en silencio y rara vez se sinceraba sobre la muerte de su hijo. Nobuhide Tachi y todo el equipo extrañan a su hijo Shingo hasta el día de hoy. Cada unidad GT500 fabricada por TOM'S tiene una calcomanía junto al nombre del piloto que dice «con Shingo».
Al final de cada año, la categoría Super GT galardona al mejor novato del año con el «Premio Shingo Tachi».

## Resultados

### Campeonato de Fórmula 3 Japonesa
(Clave) (negrita indica pole position) (cursiva indica vuelta rápida)

| Año     | Escudería | Chasis             | 1     | 2     | 3     | 4      | 5     | 6       | 7       | 8     | 9      | 10    | Pos. | Puntos |
| ------- | --------- | ------------------ | ----- | ----- | ----- | ------ | ----- | ------- | ------- | ----- | ------ | ----- | ---- | ------ |
| 1997    | TOM'S     | Dallara 397-Toyota | SUZ 6 | TSU 7 | MIN 3 | FUJ 13 | SUZ 5 | SUG Ret | SEN Ret | MOT 8 | FUJ C* | SUZ 3 | 6.º  | 11     |
| 1998    | TOM'S     | Dallara 398-Toyota | SUZ 6 | TSU 2 | MIN 3 | FUJ 5  | MOT 6 | SUZ 2   | SUG 4   | OKA 2 | SEN 2  | SUG 7 | 3.º  | 34     |
| Fuente: |           |                    |       |       |       |        |       |         |         |       |        |       |      |        |

- * La segunda ronda de Fuji fue cancelada debido a la muerte de Takashi Yokoyama.[17]

### All Japan Grand Touring Car Championship
(Clave) (negrita indica pole position) (cursiva indica vuelta rápida)

| Año  | Escudería                    | Automóvil    | Clase | 1     | 2      | 3     | 4     | 5     | 6     | 7      | 8      | Pos. | Puntos |
| ---- | ---------------------------- | ------------ | ----- | ----- | ------ | ----- | ----- | ----- | ----- | ------ | ------ | ---- | ------ |
| 1997 | Toyota Team TOM'S            | Toyota Supra | GT500 | SUZ   | FUJ    | SEN   | FUJ   | MIN   | SUG   | MOT† 3 | MOT† 2 | NC   | 0      |
| 1998 | Team Taisan Jr with Tsuchiya | Toyota MR2   | GT300 | SUZ 1 | FUJ C* | SEN 1 | FUJ 1 | MOT 6 | MIN 1 | SUG 1  |        | 1.º  | 106    |

- † La ronda de Motegi fueron carreras fuera del campeonato.
- * La ronda de Fuji fue cancelada debido al grave accidente de Tetsuya Ota.[9]